# Односи Србије и Џибутија
Односи Србије и Џибутија су инострани односи Републике Србије и Републике Џибутија.

## Билатерални односи
Дипломатски односи са Џибутиом су успостављени 1978. године.
Амбасада Републике Србије у Адис Абеби (Етиопија) радно покрива Џибути.

### Политички односи
Без посета на вишем и високом нивоу у новијем периоду. Сусрети званичника на маргинама међународних и регионалних скупова.

### Економски односи
- У 2020. години регистрован је само извоз из Србије у износу од 1.050.000 америчких долара.
- У 2019. извоз из наше земље износио је 704.000 УСД, а увоз мање од 2.000.
- У 2018. години извоз из РС вредео је 226.000 америчких долара док је увоз био на нивоу статистичке грешке.[3][4]